# 小林慎二
小林 慎二（こばやし しんじ、1963年10月17日 - ）は、山梨県出身の元サッカー選手、サッカー指導者。現役時代のポジションは、ミッドフィールダー。

## 来歴
明治大学を卒業後、1986年に山梨県教育委員会へ就職すると同時に、甲府サッカークラブへ入団。1990-91シーズンにはJSL2部で14アシストを記録し、アシスト王のタイトルを獲得。1991年、全日空サッカークラブへ移籍し、1993年までプレーした。その後は富士通サッカー部、福島FCでプレーし、1997年に現役を引退。
引退後は古巣横浜フリューゲルスで指導者としてのキャリアをスタートさせ、2001年からは横浜F・マリノスのアシスタントコーチを務める。2007年、JFA 公認S級コーチのライセンスを取得。2008年より、横浜FMの提携先である関東学院大学サッカー部のコーチ、監督を務めた。
2012年、横浜FMのヘッドコーチに就任。2013年5月15日のナビスコ杯ジュビロ磐田戦で、前の試合審判に猛抗議したことで1試合のベンチ入り停止処分を受けた樋口靖洋監督に代わり、監督代行として指揮を執った。
2016年、松本山雅FCのテクニカルスタッフに就任、北信越リーグ1部のアルティスタ東御の監督として指導者派遣されることとなった。
2018年12月、アルティスタ浅間の監督及び松本山雅FCテクニカルアドバイザーから退任すると発表された。

## 所属クラブ
ユース経歴
- 山梨県立韮崎高等学校
- 明治大学

アマ・プロ経歴
- 1986年 - 1991年 甲府サッカークラブ
- 1991年 - 1993年 全日空サッカークラブ / 横浜フリューゲルス
- 1994年 富士通サッカー部
- 1995年 - 1997年 福島FC

## 個人成績
| 国内大会個人成績 | 国内大会個人成績 | 国内大会個人成績 | 国内大会個人成績 | 国内大会個人成績 | 国内大会個人成績 | 国内大会個人成績 | 国内大会個人成績 | 国内大会個人成績 | 国内大会個人成績 | 国内大会個人成績 | 国内大会個人成績 |
| 年度             | クラブ           | 背番号           | リーグ           | リーグ戦         | リーグ戦         | リーグ杯         | リーグ杯         | オープン杯       | オープン杯       | 期間通算         | 期間通算         |
| 年度             | クラブ           | 背番号           | リーグ           | 出場             | 得点             | 出場             | 得点             | 出場             | 得点             | 出場             | 得点             |
| 日本             | 日本             | 日本             | 日本             | リーグ戦         | リーグ戦         | JSL杯/ナビスコ杯 | JSL杯/ナビスコ杯 | 天皇杯           | 天皇杯           | 期間通算         | 期間通算         |
| ---------------- | ---------------- | ---------------- | ---------------- | ---------------- | ---------------- | ---------------- | ---------------- | ---------------- | ---------------- | ---------------- | ---------------- |
| 1986-87          | 甲府ク           |                  | JSL2部           |                  |                  |                  |                  |                  |                  |                  |                  |
| 1987-88          | 甲府ク           |                  | JSL2部           |                  |                  |                  |                  | -                | -                |                  |                  |
| 1988-89          | 甲府ク           |                  | JSL2部           |                  |                  |                  |                  | -                | -                |                  |                  |
| 1989-90          | 甲府ク           |                  | JSL2部           |                  |                  |                  |                  | -                | -                |                  |                  |
| 1990-91          | 甲府ク           |                  | JSL2部           |                  |                  |                  |                  | -                | -                |                  |                  |
| 1991-92          | 全日空           |                  | JSL1部           |                  |                  |                  |                  |                  |                  |                  |                  |
| 1992             | 横浜F            | -                | J                | -                | -                | 0                | 0                |                  |                  |                  |                  |
| 1993             | 横浜F            | -                | J                | 0                | 0                | 0                | 0                |                  |                  |                  |                  |
| 1994             | 富士通           |                  | 旧JFL            |                  |                  | -                | -                | -                | -                |                  |                  |
| 1995             | 福島FC           | 20               | 旧JFL            |                  |                  | -                | -                | -                | -                |                  |                  |
| 1996             | 福島FC           | 7                | 旧JFL            |                  |                  | -                | -                |                  |                  |                  |                  |
| 1997             | 福島FC           | 7                | 旧JFL            |                  |                  | -                | -                |                  |                  |                  |                  |
| 通算             | 日本             | 日本             | J                | 0                | 0                | 0                | 0                |                  |                  |                  |                  |
| 通算             | 日本             | 日本             | JSL1部           |                  |                  |                  |                  |                  |                  |                  |                  |
| 通算             | 日本             | 日本             | JSL2部           |                  |                  |                  |                  |                  |                  |                  |                  |
| 通算             | 日本             | 日本             | 旧JFL            |                  |                  | -                | -                |                  |                  |                  |                  |
| 総通算           |                  |                  |                  |                  |                  |                  |                  |                  |                  |                  |                  |

## 指導歴
- 1998年 横浜フリューゲルスジュニアユース コーチ
- 横浜F・マリノス
  - 2001年 - 2003年 トップチーム アシスタントコーチ
  - 2004年 - 2006年 ふれあいサッカープロジェクト コーチ
  - 2007年 日本工学院サッカー部 コーチ
  - 2008年 - 2009年 関東学院大学サッカー部 コーチ
  - 2010年 - 2011年 関東学院大学サッカー部 監督
  - 2012年 - 2014年 トップチーム ヘッドコーチ
  - 2015年 日本工学院SC コーチ
- 松本山雅FC
  - 2016年 - 2018年 テクニカルアドバイザー 兼 アルティスタ東御/アルティスタ浅間監督(指導者派遣)
- 2019年 アンジュヴィオレ広島 U-18 監督
- 2020年 - 2021年 FC町田ゼルビアレディース 監督
- 2022年 - 2024年 レノファ山口FC U-18 監督[7]
- 2025年 - 城西国際大学サッカー部 コーチ[8]

## タイトル

### チーム
横浜フリューゲルス
- 天皇杯全日本サッカー選手権大会 : 1993年

### 個人
- JSL2部 アシスト王 : 1990-91